# Język rumuński w dolinie Timoku
Româna timoceană to dialekt języka rumuńskiego używany w Timocu (Serbia) i północnym zachodzie Bułgarii.
W 2011 językiem tym posługiwało się 43 095 mieszkańców Serbii.